# Maria Musch
Maria Musch, geboren als Maria Cornelisdochter Matelief, auch Maritge Metelief (geboren vor 1591; begraben am 21. April 1635 in Rotterdam), war eine niederländische Kauffrau und Reederin, die als Walfangunternehmerin tätig war. Nach ihr wurde die Maria Muschbukta, eine Bucht zwischen Fugleberget und Kvalrossen an der Westküste von Jan Mayen benannt.

## Leben
Maria Matelief wurde als Tochter von Cornelis Cornelisz. Matelief und Aefje Claesdr. van der Horst geboren. Ihre Eltern stammten beide aus reichen und vornehmen Häusern und Maria Metelief wuchs in Rotterdam auf. Am 20. Januar 1591 heiratete sie Jan Jacobsz Musch. Ihr Ehemann war Heringshändler und im Jahr 1608 Bürgermeister von Rotterdam. Er starb im Jahr 1610. Sie hatten mindestens zwei Söhne und fünf Töchter. Einer ihrer Söhne war Cornelis Musch, Generalstaatssekretär der Generalstaaten und Vater von Elisabeth Musch. Nach dem Tod ihres Mannes setzte sie die Handelsaktivitäten fort. Dazu gehörte unter anderem der Handel mit Hering, Salz, Holz, Tran und Walbein.

### Handel und Walfang
Maria Musch gehörte mit anderen Rotterdamer Reedern seit ihrer Gründung im Jahr 1616 zu den Inhabern der Kleine Noordsche Compagnie. In ihrem ersten Jahr fuhren fünf Schiffe für die Noordsche Compagnie zum Walfang an die Küste der Insel Jan Mayen. Maria Musch trug 25 % der Kosten für die Ausrüstung der Schiffe. Gejagt wurde der Grönlandwal. Maria Musch wird regelmäßig in notariellen Urkunden erwähnt. So wird sie 1622 in einem Chartervertrag für das Schiff De Hoop (Jan Mayen) erwähnt. Die letzten Schiffe rüstete die Kleine Noordsche Compagnie im Jahr 1622 aus, da die Generalstaaten eine Vereinbarung getroffen hatten, die das Unternehmen zwang, Teil der Groten Noordsche Compagnie zu werden. Zu dieser Zeit kümmerte sich Cornelis Musch im Auftrag von Maria Musch um ihr Walfanggeschäft. Ihr Sohn Josias Musch gehörte zu einer von vier Parteien, die am 15. März 1627 einen Vertrag bei einem Notar in Rotterdam geschlossen haben. Josias Musch handelte im Auftrag seiner Mutter Maria Musch, Witwe von Jan Musch.
Bis zu ihrem Tod im Jahr 1635 war sie im Handel, der Schifffahrt und dem Walfang tätig. Sie wurde am 21. April 1635 in Haringvliet begraben, wo sie ihr Leben lang nach der Hochzeit gewohnt hatte.